# Arno Kantelberg
Johannes Henricus Maria (Arno) Kantelberg (Gemert, 18 augustus 1968) is een Nederlands journalist. Hij was jarenlang hoofdredacteur van tijdschriften als Esquire en National Geographic, en staat in bepaalde kringen bekend als de Stijlpastoor des Vaderlands.

## Loopbaan
Kantelberg studeerde in 1991 cum laude af aan de Fontys Hogeschool Journalistiek in Tilburg. Al tijdens zijn studie ging hij aan de slag als redacteur bij het opinieweekblad HP/De Tijd. Na zijn afstuderen werkte hij naast zijn werk voor HP/De Tijd als gastdocent Journalistiek bij de Fontys Hogeschool Journalistiek. Achtereenvolgens was hij adjunct-hoofdredacteur van de VARAgids, Carp* en Nieuwe Revu. In 2003 werd hij hoofdredacteur van Man en Esquire, toen nog uitgegeven door de Telegraaf Tijdschriften Groep. Na een managementbuy-out gaf Kantelberg vanaf 2006 Esquire in eigen beheer uit. In de jaren daarna publiceerde hij met zijn uitgeverij meerdere tijdschriften, waaronder de oorspronkelijke Britse publicatie FHM.
In 2011 verkocht Kantelberg de licentie van Esquire aan Hearst Netherlands, uitgever van onder meer Quote en ELLE. Hij bleef zelf aan als hoofdredacteur. In 2017 werd hij aangesteld als hoofdredacteur van Men's Health. In 2018 kwam daar het hoofdredacteurschap bij van National Geographic, het maandelijkse tijdschrift dat ook verantwoordelijk is voor de uitgave van National Geographic Traveller en National Geographic Historia.

### Televisie
Arno Kantelberg is sinds 2018 deskundige bij RTL Boulevard, waar hij wekelijks zijn expertise laat gelden op het terrein van lifestyle en goede smaak. Kantelberg schreef met Henri de By het scenario voor de door Theo van Gogh geregisseerde tv-comedy De eenzame oorlog van Koos Tak, in 1995 genomineerd voor Gouden Beeld Beste Comedy. Voor de VARA bedacht Kantelberg in 2001 het wekelijkse programma De Gids, met Matthijs van Nieuwkerk als presentator. Voor enkele andere omroepen, waaronder Veronica, presenteerde hij interviewprogramma's.
Arno Kantelberg nam deel aan het 22e seizoen van het televisieprogramma Wie is de Mol? Hierin was hij de vierde afvaller. In 2022 was Kantelberg tevens te zien in het televisieprogramma Weet Ik Veel. In 2023 deed Kantelberg mee aan het televisieprogramma Het Onbekende, waarin hij de finale haalde maar verloor. In datzelfde jaar was hij te zien als secret singer in het televisieprogramma Secret Duets.
In 2024 deed Kantelberg mee aan het televisieprogramma Praat Nederlands met me.

### Column
Kantelberg levert met enige regelmaat bijdragen aan tijdschriften en dagbladen. Vanaf 2012 bespreekt hij wekelijks de stijl van bekende Nederlanders in het Volkskrant Magazine. Door de opvoedkundige toon in zijn columns wordt hij ook wel 'de stijlpastoor des Nederlands' genoemd. Hij is vanaf de oprichting in 2015 als vaste columnist verbonden aan het voetbalblad Santos.

### Radio
Vanaf 2013 is Arno Kantelberg vaste gast van het Mediaforum op Radio 1. Om de twee weken geeft hij in het programma Spraakmakers op Radio 1 commentaar op het nieuws en de ontwikkelingen in de media. In het voorjaar van 2018 viel hij in voor presentator Peter de Bie bij het Radio 1-programma Nieuwsweekend.

### Prijzen
Kantelberg werd in 2008 door het Nederlands Uitgevers Verbond uitgeroepen tot Hoofdredacteur van het Jaar. In 2007 was hij reeds genomineerd voor die prijs.

### Boeken
Kantelberg schreef meerdere boeken. Zijn boek Man op z'n best uit 2016 wordt gezien als de stijlbijbel op het terrein van de mannenmode.

## Persoonlijk
Arno Kantelberg was jarenlang jeugdtrainer bij de basketbalverenigingen Mosquitos en Harlem Lakers in Amsterdam. Met enkele jeugdselecties werd hij kampioen van Nederland. Kantelberg is getrouwd. Hij heeft drie kinderen.
- Gemeinsame Normdatei: 173197558
- International Standard Name Identifier: 0000 0000 3455 0992
- Library of Congress Control Number: n99023197
- Nederlandse Thesaurus van Auteursnamen: 161782825
- Virtual International Authority File: 78107578
- WorldCat: E39PBJqFPYYbkqvgqBVtwfryVC